# Thomas Jäger (Rennfahrer, 1976)
Thomas Jäger (* 27. Oktober 1976 in Karl-Marx-Stadt) ist ein deutscher Automobilrennfahrer. Sein Vater Manfred war früher ebenfalls Rennfahrer.

## Karriere

### Anfänge
Thomas Jäger begann seine Motorsportkarriere mit dem Kartsport. Nachdem er diverse Kartmeisterschaften durchlief und 1995 Deutscher Kart-Vizemeister wurde, stieg er 1996 in die Formel Campus ein. Dort konnte er in seinem ersten Jahr drei Siege feiern, sodass er 1997 in den Renault Spider Cup wechseln konnte. 1998 gelang ihm der Aufstieg in den Deutschen Formel-3-Cup. Dort beendete er ein Rennen als Sieger, zwei Weitere auf dem Podium. Im folgenden Jahr verbesserte er sein Vorjahresergebnis und beendete zehn Meisterschaftsläufe auf dem Podiums, darunter auch drei Siege. Dies verhalf ihm zum dritten Meisterschaftsplatz.

### DTM
2000 wurde Jäger in die neugegründete DTM befördert und steuerte einen Mercedes CLK des Mercedes-Werksteams H.W.A. AG. Allerdings erwies sich die Aufgabe als schwierig und Jäger konnte die hohen Erwartungen nicht erfüllen. Erst gegen Saisonende gelang ihm auf dem Nürburgring ein Podestplatz. Nach Ablauf der Saison belegte er mit deutlichem Punkterückstand auf seinen Teamkollegen und Meisterschaftssieger Bernd Schneider lediglich den elften Meisterschaftsplatz. So erhielt Jäger 2001 nur ein Cockpit im Kundenteam Persson Motorsport. Dort gelang ihm beim Auftakt auf dem Hockenheimring beim Qualifikationslauf überraschend der Durchbruch, indem er den Wagen auf dem dritten Platz beendete. Das Rennen beendete er hingegen auf fünften Gesamtrang. Beim zweiten Meisterschaftslauf auf dem Nürburgring fuhr Jäger mit Platz drei erneut auf das Podium. Zwar blieben weitere Erfolge im weiteren Verlauf der Saison aus, dennoch fuhr Jäger regelmäßig auf Punkteränge. So schloss er die Saison auf dem siebten Meisterschaftsplatz und als zweiter Nicht-Werksfahrer ab. Als 2002 das neue Modell der Mercedes-CLK-Klasse eingeführt wurde, blieb Persson Motorsport nur ein kaum konkurrenzfähiges Vorjahresfahrzeug. Daher blieb Jäger in dieser Saison punktelos. Auch in der Saison 2003 musste er weiterhin auf einem Vorjahresfahrzeug antreten. Begünstigt durch die Reform des Punktesystems konnte er bis zum Jahresende zwei Punkte erzielen und die Meisterschaft auf dem 13. Rang beenden. Am Ende der Saison zog sich Jäger jedoch aus der DTM zurück.

### Gaststarts
2004 hatte Jäger kein festes Cockpit. Als Gaststarter in der Mini Challenge war er zweimal siegreich. Höhepunkt des Jahres war die Teilnahme mit Frank Schmickler und Jonathan Price auf einem Porsche 996 GT3 RS des Teams Raeder Motorsport beim 24-Stunden-Rennen auf dem Nürburgring. Dort erreichte er Platz sechs in der Gesamtwertung. 2005 bestritt Jäger im Ford Focus des Teams Ford Hotfiel Sport eine halbe Saison in der Tourenwagen-Weltmeisterschaft, allerdings ohne nennenswerte Resultate zu erzielen. Außerdem nahm er an der BFGoodrich Langstreckenmeisterschaft teil und konnte sich in einem Porsche 911 GT3 Cup zweimal den Klassensieg sichern. Auch in der Mini Challenge hatte er wieder einen Gaststart, bei dem er das Rennen für sich entscheiden konnte. 2006 bestritt Jäger nun eine volle Saison in der Mini Challenge und wurde Meister. Beim Weltfinale der Ferrari Challenge in Monza fuhr er auf die Pole-Position und belegte bei beiden Läufen Platz drei.

### Porsche Carrera Cup und GT-Serien
Nachdem Jäger in der Mini Challenge seinen ersten Titel holte, wechselte er 2007 in den Porsche Carrera Cup Deutschland. In seiner Debütsaison fuhr er ein Mal auf das Siegerpodest und belegte den elften Meisterschaftsplatz. Daneben nahm er als Gaststarter an der Mini Challenge teil und gewann zwei Rennen. Auch beim Weltfinale der Ferrari Challenge in Mugello war er wieder am Start. 2008 bestritt Jäger erneut eine volle Saison im Porsche Carrera Cup Deutschland. Auch dieses Mal gelang ihm eine Podestplatzierung. In der Fahrerwertung verbesserte er sich auf Platz zehn. Außerdem nahm er mit Sven Hannawald als Gaststarter bei fünf Rennen der ADAC GT Masters teil. 2009 kam es schließlich zum Durchbruch. Jäger gelang es im Porsche Carrera Cup Deutschland nach drei Siegen in neun Läufen die Meisterschaft zu gewinnen. Mit Freddy Kremer bestreitet er außerdem zwei Rennenwochenenden in Oschersleben und am Lausitzring der ADAC GT Masters. Alle vier Meisterschaftsläufe beendete das Duo jedoch lediglich im hinteren Mittelfeld. 2011 nahm er an drei Rennwochenenden der ADAC GT Masters teil und wurde 19. in der Gesamtfahrerwertung.

## Statistik

### Sebring-Ergebnisse
| Jahr | Team              | Fahrzeug         | Teamkollege    | Teamkollege | Platzierung | Ausfallgrund |
| ---- | ----------------- | ---------------- | -------------- | ----------- | ----------- | ------------ |
| 2018 | SunEnergy1 Racing | Mercedes-AMG GT3 | Mikaël Grenier | Kenny Habul | Rang 26     |              |